# Jean-Emile-Alexis Vautrin
Jean-Emile-Alexis Vautrin, francoski general, * 1897, † 1943.